# Quake III Arena
Quake III Arena (förkortat Q3A) är det tredje spelet i id Softwares Quake-serie och släpptes den 2 december 1999. Till skillnad från sina föregångare är det fokuserat på flerspelarspel, och är främst menat att spelas online eller i nätverk. I stället för ett mer traditionellt upplägg med en handling som utvecklas allt eftersom spelaren slutför olika uppdrag består enspelarspeldelen av en turnering mot datorstyrda motståndare (så kallade "botar").
En expansion, Quake III: Team Arena, släpptes 2000. Team Arena fokuserar mer på lagbaserat spel och innehåller nya vapen, banor och spellägen.
id Software släppte källkoden till spelet under GNU GPL i augusti 2005. Källkoden för spelmotorn id Tech 3 har använts till bl.a. OpenArena, Urban Terror, Return to Castle Wolfenstein och Wolfenstein: Enemy Territory.
Quake Live är en gratis reklam-baserad utgåva av Quake 3 för Windows, Mac OS och Linux.

## Spellägen
Utan modifikationer innehåller Quake III Arena tre olika spellägen:

### Deathmatch
Deathmatch (DM), även kallat Free for all, är en spelform där alla spelare kämpar mot varandra för att få flest frags (dvs. döda flest antal gånger). Spelet pågår till dess att någon spelare når ett visst antal frags eller tills tiden tar slut; den som då har flest frags vinner.

### Team Deathmatch
Team Deathmatch (TDM) är lagbaserad Deathmatch. Spelarna delas upp i två lag, röda och blå, och det gäller att uppnå flest frags efter 20 minuter då matchen tar slut.
Tiden per map (bana) kan variera beroende på vad spelarna på servern tycker. Eller vad admin har bestämt.

### Capture the Flag
Capture the flag (CTF) är ett lagbaserat spelsätt. Spelarna delas upp i två lag, röda och blå, och varje lag har varsin bas med varsin flagga. Det gäller att skydda sitt eget lags flagga samtidigt som man hämtar det andra lagets flagga. När ett lag har lyckats hämta det andra lagets flagga och fört den till sin egen flagga tilldelas laget ett poäng. Det egna lagets flagga måste vara i basen för att man ska kunna få poäng. Spelet pågår tills poäng- eller tidsgränsen nås.

## Vapen
Vapnen finns från början utplacerade på kartan; vilka som finns är beroende på karta. När en spelare plockar upp ett vapen erhålls en standardmängd tillhörande ammunition.
Då en spelare dör faller det senast använda vapnet till marken, där det ligger kvar i 30 sekunder. En annan spelare kan plocka upp det och får då dess standardmängd tillhörande ammunition. Vapen som ursprungligen finns utplacerade på banan återkommer med omkring tio sekunders mellanrum i spellägena Free for all och Duell beroende på bana och med 30 sekunders mellanrum i TDM. Ammunition, vapens skada och omladdningstider kan variera mellan olika spellägen och modifikationer som är i bruk.
Med hitscan menas att vapnet träffar direkt, och med projektil måste det färdas fram till målet, relativt långsamt.

### Gauntlet
Spelets enda närstridsvapen. Varje spelare har alltid en Gauntlet, och den förbrukar ingen ammunition. En spelare belönas med utmärkelsen Humiliation om han lyckas döda en motståndare med detta vapen. Vapnet gör 50 skada per träff.

### Machine Gun
Tillsammans med Gauntlet är Machinegun det vapen som spelaren är utrustad med från matchens start. Det skjuter relativt snabbt, med obegränsad räckvidd och med hitscan. Vapnet har en liten spridning som märks på längre avstånd. Spelaren börjar med 50 patroner och gör 5 skada per skott som standard, 7 i OSP/Duell.

### Shotgun
Shotgun skjuter 11 pellets per patron som var och en gör 10 skada. På grund av stor spridning lämpar sig vapnet bäst för närstrider.

### Grenade Launcher
Granatkastaren skjuter granater med kort räckvidd som studsar i några få sekunder innan de exploderar och maximalt gör 100 skada.

### Rocket Launcher
Rocket launcher är en raketkastare och är ett av de mest använda vapnen i spelet. Explosionerna har stor sprängradie, varför det inte är nödvändigt att träffa exakt rätt för att göra omfattande skada. På långa avstånd är det lätt att undvika raketerna då de flyger relativt långsamt. Vapnet är mest lämpat för bäst på mediumavstånd och mot stora samlingar av fiender.
Rocket launcher används också ofta för rocket jumping, en teknik som går ut på att skjuta en raket på marken samtidigt som man hoppar för att utnyttja explosionens kraft i syftet att hoppa längre än normalt. Varje raket gör 100 skada.

### Lightning Gun
Lightning gun skjuter ut en kraftig blixtstråle och är det snabbaste vapnet. Den har en begränsad räckvidd och är mest användbar på medellångt avstånd och lämpar sig bäst för öppna banor/områden. Vapnet gör 7 skada per träff.

### Railgun
Vapnet avfyrar en kraftig ljusstråle som gör mycket skada på obegränsat avstånd. Avfyrningshastigheten är däremot långsam. Vapnet gör 100 skada per träff.

### Plasma Gun
Plasma gun skjuter en snabb ström av plasma. Då vapnet skjuter projektiler lämpar det sig bäst i närstrid eller i smala korridorer. Den har liten splashdamage som sällan märks av. Vapnet gör 20 skada per projektil.

### BFG
BFG står för "Big Fucking Gun". Vapnet skjuter mycket snabbt och gör stor skada. Eftersom det är kraftfullt är det också mycket mer sällsynt än de andra vapnen. Vapnet gör 100 skada per skott.

## Föremål
Föremål finns utspridda på bestämda platser på spelets banor och går att plocka upp. För att plocka upp föremål springer man helt enkelt över den. Upplockade föremål är borta från banan en kort stund (exakt hur långt beror på vilket föremål det är) innan de återkommer.

### Ammunition
Ammunition förekommer lådvis och är specifik för varje vapen. De olika ammunitionstyperna definieras av färger och olika ikoner. Till varje vapen ger de:
- Machinegun: 50 Bullets
- Shotgun: 10 Shells
- Grenade Launcher: 10 Grenades
- Rocket Launcher: 10 Rockets
- Lightgun: 100 Cells
- Railgun: 10 Slugs
- Plasma Gun: 50 Bolts

Ammunitionslådor återkommer på banan med 30 sekunders mellanrum.

### Hälsa
När ens hälsa (health points, hp) når noll dör man och motståndaren får en frag. Hälsa förekommer i olika valörer och färger:
- Grön: 5 hp
- Gul: 25 hp
- Orange: 50 hp
- Blå (Megahealth): 100 hp som sedan räknas ner sekundvis till 100 om du inte blir träffad innan.

Maxvärdet för HP med gul/orange hälsa är 100 och för grön/blå 200. Får man över 100 minskar den med 1 poäng i sekunden. Hälsa återkommer 35 sekunder efter det att den plockats upp, med undantag för den blå som på vissa banor dröjer en eller två minuter.

### Rustning
Rustning (som mäts i armor points, ap) absorberar den skada du tar med 2/3 till det att den får värdet 0.
Rustning förekommer i fyra varianter: 
- Armor Shard: 5 ap
- Green Armor: 25 ap
- Yellow Armor: 50 ap
- Red Armor: 100 ap.

Maxvärdet för ap är 200 och minskar, likt hälsa, med 1 poäng per sekund till 100. Alla spelare startar utan rustning.
Rustning återkommer på banan i intervaller på 25 sekunder.

## Power-ups
Power-ups ger spelaren någon förbättrad förmåga under en kort period eller tills den används. Power-ups är de föremål som tar längst tid på sig att återkomma på banan med sina 2 minuter. De finns enbart på specifika banor.

### Quad damage
Quad damage trefaldigas skadan (i de tidigare Quakespelen kvadruplades skadan, men det ändrades i Quake III) som vapen gör under 30 sekunder.

### Regeneration
Regenaration höjer spelarens hälsa med 5hp varannan sekund i 30 sekunder.

### Haste
Haste fördubblar spelarens rörelsehastighet och ökar skjuthastigheten på alla vapen i 30 sekunder.

### Flight
Flight är den mest sällsynta power-upen; den förekommer endast på ett fåtal banor. Med flight kan spelaren flyga runt fritt i 30 sekunder.

### Medpack
Medpack ger spelaren 125HP när den används.